# جاناتان کوانویگ
جاناتان لی کوانویگ (به انگلیسی: Jonathan Lee Kvanvig؛ زاده ۷ دسامبر ۱۹۵۴) استاد فلسفه در دانشگاه واشینگتن در سنت لوئیس است.
کوانویگ در زمینه‌هایی مانند معرفت‌شناسی، فلسفه دین، منطق و فلسفه زبان، آثار فراوانی منتشر کرده‌است. برخی از کتاب‌های او عبارتند از «عقلانیت و تأمل»، «ارزش دانش و تعقیب فهم»، و «مسئله جهنم» (منتشرشده در سال ۱۹۹۳)، که در مورد جهنم، به شیوه‌ای کلامی و فلسفی مدرن بحث می‌کند.
او صاحب و مدیر وبلاگ برخی تردیدها (Certain Doubts) است که موضوعات مرتبط با معرفت‌شناسی را پوشش می‌دهد.